# Рубе
Рубе́ (фр. Roubaix, нід. Robaais) — старе промислове місто та муніципалітет на півночі Франції, у регіоні Верхня Франція, департамент Нор. Населення — 98 892 особи (01.01.2021).
Муніципалітет розташований на відстані близько 220 км на північ від Парижа, 11 км на північний схід від Лілля.
З середини 1810-х почався розвиток міста. У кінці XIX сторіччя місто було великим текстильним промисловим центром з населенням 124 тисячі мешканців.

## Демографія
Динаміка населення ( ):
Розподіл населення за віком та статтю (2006):
| Стать | Всього | До 15 років | 15-24 | 25-44  | 45-64 | 65-85 | Понад 85 |
| --- | ------ | ----------- | ----- | ------ | ----- | ----- | -------- |
| Чоловіки | 46 963 | 13 236      | 7864  | 13 249 | 8739  | 3572  | 303      |
| Жінки | 50 989 | 12 385      | 8504  | 14 178 | 9398  | 5611  | 913      |
| \| Статево-вікова піраміда \| Статево-вікова піраміда \| Статево-вікова піраміда \| \| ----------------------- \| ----------------------- \| ----------------------- \| \| Чоловіки \| Вік \| Жінки \| \| 303 \| 85 + \| 913 \| \| 567 \| 80-84 \| 1218 \| \| 792 \| 75-79 \| 1409 \| \| 1038 \| 70-74 \| 1652 \| \| 1175 \| 65-69 \| 1332 \| \| 1496 \| 60-64 \| 1444 \| \| 2203 \| 55-59 \| 2432 \| \| 2319 \| 50-54 \| 2703 \| \| 2721 \| 45-49 \| 2819 \| \| 2888 \| 40-44 \| 3149 \| \| 3444 \| 35-39 \| 3409 \| \| 3560 \| 30-34 \| 3848 \| \| 3357 \| 25-29 \| 3772 \| \| 3873 \| 20-24 \| 4382 \| \| 3991 \| 15-20 \| 4122 \| \| 3896 \| 10-14 \| 3758 \| \| 4537 \| 5-9 \| 4015 \| \| 4803 \| 0-4 \| 4612 \| |        |             |       |        |       |       |          |
| Статево-вікова піраміда |        |             |       |        |       |       |          |
| Чоловіки | Вік    | Жінки       |       |        |       |       |          |
| 303 | 85 +   | 913         |       |        |       |       |          |
| 567 | 80-84  | 1218        |       |        |       |       |          |
| 792 | 75-79  | 1409        |       |        |       |       |          |
| 1038 | 70-74  | 1652        |       |        |       |       |          |
| 1175 | 65-69  | 1332        |       |        |       |       |          |
| 1496 | 60-64  | 1444        |       |        |       |       |          |
| 2203 | 55-59  | 2432        |       |        |       |       |          |
| 2319 | 50-54  | 2703        |       |        |       |       |          |
| 2721 | 45-49  | 2819        |       |        |       |       |          |
| 2888 | 40-44  | 3149        |       |        |       |       |          |
| 3444 | 35-39  | 3409        |       |        |       |       |          |
| 3560 | 30-34  | 3848        |       |        |       |       |          |
| 3357 | 25-29  | 3772        |       |        |       |       |          |
| 3873 | 20-24  | 4382        |       |        |       |       |          |
| 3991 | 15-20  | 4122        |       |        |       |       |          |
| 3896 | 10-14  | 3758        |       |        |       |       |          |
| 4537 | 5-9    | 4015        |       |        |       |       |          |
| 4803 | 0-4    | 4612        |       |        |       |       |          |

## Економіка
2010 року серед 59 903 осіб працездатного віку (15—64 років) 38 358 були активними, 21 545 — неактивними (показник активності 64,0%, у 1999 році було 64,2%). З 38 358 активних мешканців працювало 27 256 осіб (14 696 чоловіків та 12 560 жінок), безробітними було 11 102 (6132 чоловіки та 4970 жінок). Серед 21 545 неактивних 7523 особи були учнями чи студентами, 3512 — пенсіонерами, 10510 були неактивними з інших причин.

У 2010 році в муніципалітеті числилося 34 497 оподаткованих домогосподарств, у яких проживали 94 356,5 особи, медіана доходів становила 9540 євро на одного особоспоживача.
У Рубе знаходиться один з центрів даних компанії OVH — «Roubaix 4».

## Транспорт
Через місто проходить червона лінія метрополітену Лілля, який обслуговує всю агломерацію. Також у Рубе з 1909 року існує трамвайна лінія, що пов'язує місто з Ліллем.

## Уродженці
- Шарль Монтань (*1889 — †1940) — французький футболіст, півзахисник.

- Бернар Арно (нар. 1949) — французький бізнесмен, мільярдер.
- Жорж Дельрю (1925—1992) — французький композитор та музикант.
- Жерар Ісбек (1897 — 1970) — французький футболіст, нападник.
- Вівіан Романс (1912—1991) — французька акторка кіно.
- Еміль Сарторіус (1883 — 1933) — французький футболіст, нападник.
- Андре Франсуа (1886 — 1915) — французький футболіст, нападник.

## Міста-побратими
- Бредфорд, Велика Британія (1969)
- Менхенгладбах, Німеччина (1969)
- Верв'є, Бельгія (1969)
- Скоп'є, Північна Македонія (1973)
- Прато, Італія (1981)
- Сосновець, Польща (1993)
- Ковильян, Португалія (2000)
- Буїра, Алжир (2003)